# Bougainvillea modesta
Bougainvillea modesta är en underblomsväxtart som beskrevs av Anton Heimerl. Bougainvillea modesta ingår i släktet Bougainvillea och familjen underblomsväxter. Inga underarter finns listade i Catalogue of Life.